# 4543 Phoinix
4543 Phoinix (1989 CQ1) là một Trojan của Sao Mộc được phát hiện ngày 2 tháng 2 năm 1989 bởi Carolyn S. Shoemaker ở Palomar.